# 上海假期
《上海假期》是1991年上映的一部香港與台灣合作的倫理電影，由許鞍華執導，午馬、黃坤玄、劉嘉玲、王萊和孫鵬主演。劇情講述移民後代返鄉所經歷的衝突與諒解。

## 背景
由於當時赴中國取鏡的電影不受歡迎，票房慘淡，使接續前往中國拍攝的《上海假期》變得慎重，將人事和經費等問題進行重新評估。《上海假期》的策劃導演為台灣導演白景瑞，於開拍前加入了香港的許鞍華作為執行導演；投資公司原本是金鼎影業有限公司和緯愷電影公司，後來緯愷公司退出，改由七賢影業股份有限公司加入，期間的變化皆受市場所影響。

## 劇情
六十歲退休教師顧大德（午馬 飾）在上海過著頤養天年的生活，直至已移居美國的兒子一家暫托孫子顧明（黃坤玄 飾）回鄉讓他照顧，一切便起了變化。顧老伯起初滿心欣喜地期待孫子的到來，可惜在美國長大的顧明無法理解及適應中國人的生活習慣和文化差異，他不肯用室外廁所、拒絕共用臥室，而想法傳統的爺爺即使傾盡財力也無法滿足孫子，兩代人的代溝在這個時空背景下被放得更大。爺爺在忍無可忍之下打了他一記耳光。氣憤的顧明毅然離家出走，卻不小心掉下水裡遇溺，被一對純樸的農民夫婦所救，漸漸感受到華人的人情可貴。

## 角色
| 演員   | 角色   | 備註                                   |
| 午馬   | 顧大德 | 顧明的爺爺。在上海居住的六十歲退休教師 |
| 黃坤玄 | 顧明   | 美國長大的少年                         |
| 劉嘉玲 | 姚莉   |                                        |
| 王萊   | 莫老太 |                                        |
| 孫鵬   | 冬生   |                                        |

## 獎項
| 年份 | 頒獎典禮              | 獎項         | 結果 |
| ---- | --------------------- | ------------ | ---- |
| 1991 | 第4屆新加坡國際電影節 | 亞洲最佳影片 | 提名 |

## 外部連結
- 香港影庫上《上海假期》的資料（繁體中文）
- 開眼電影網上《上海假期》的資料（繁體中文）
- 时光网上《上海假期》的資料（简体中文）
- 豆瓣电影上《上海假期》的資料 （简体中文）
- 互联网电影数据库（IMDb）上《上海假期》的资料（英文）
- AllMovie上《上海假期》的资料（英文）